# Андрюс Появіс
А́ндрюс Поя́віс (лит. Andrius Pojavis) — литовський співак, який з піснею «Something» представляв Литву на пісенному конкурсі Євробачення 2013 у Мальме.. Зайняв 22 місце.